# Daniel Magder
Daniel Magder (ur. 12 grudnia 1991) – kanadyjski aktor.

## Filmografia
- 2008: Sticks and Stones jako Michael Carver
- 2007: Stump jako Irving
- 2005: Olbrzym z jeziora jako Mac Cambell
- 2005–2009: Derek kontra rodzinka jako Edwin Venturi
- 2004: Terror na drodze jako Eric Sanders
- 2003: The Water Giant jako Mac Cambell
- 2002: Tego już za wiele jako A.J. Harris
- 2002: Zła znajomość jako Max
- 2002: Obudzone sumienie jako Cooper Moran
- 2001: Zebra Lounge jako Daniel Barnet
- 2001: Oczy anioła jako Larry Jr.
- 2001: Reunion jako Brian Cosgrave
- 2001: Jenifer jako Jake
- 2000: Wyścig z czasem jako Bobby Gabriel
- 2000: X-Men jako chłopiec
- 2000: Kamera jako reżyser
- 1999: Noddy jako Sam
- 1999: Niezwykły wieczór jako Michael
- 1999: Vanished Without a Trace jako Daniel
- 1998: Człowiek, który zdradził CIA jako Paul Ames
- 1998–2001: Real Kids, Real Adventures jako Brian/Davey
- 1997–2002: Ziemia: Ostatnie starcie jako Liam